# Dick Turpin (film)
Dick Turpin je španělský hraný film z roku 1974, který režíroval Fernando Merino podle vlastního scénáře. Snímek měl světovou premiéru dne 30. prosince 1974.

## Děj
Rok 1729. V Anglii vládne v té době král Jiří II. V jednom hrabství žije chudý šlechtic Dick Turpin, který se živí jako loupeživý rytíř. Místní poddaní jsou utlačováni správcem, hrabětem de Belfort, který navýšil daně, aby mohl provdat svou dceru. Sedláci poprosí Turpina o pomoc, který pomůže nejen jim, ale i dceři hraběte, která si chce proti vůli otce vzít Seana McGregora.

## Obsazení
| Cihangir Gaffari   | Dick Turpin      |
| Inés Morales       | Isabel           |
| Sancho Gracia      | Richard          |
| Manuel Zarzo       | Brassier         |
| Rafael Hernández   | Peter            |
| Cris Huerta        | hrabě de Belfort |
| Helga Liné         | Anna             |
| Antonio Mayáns     | Sean McGregor    |
| Paloma Cela        | María            |
| Luis Gaspar        | Thomas           |
| Ramón Lillo        | Dan              |
| André Konan        | Bud              |
| Ricardo Palacios   | Moscarda         |
| Tito García        | Mesonero         |
| Juan Antonio Soler | hrabě de Durham  |
| Javier de Rivera   | Benito           |